# Yassa (comida)
El yassa es un plato picante marinado hecho con ave o pescado. Es original de Senegal, pero se ha hecho popular en todo el África Occidental.
El yassa au poulet, hecho con pollo, cebolla y limón, es una especialidad de la región de Casamance, al sur de Dakar, y una de las recetas más populares de todo el oeste de África.